# Gideon Levy
Gideon Levy, né le 2 juin 1953 à Tel-Aviv, est un journaliste et écrivain israélien, membre de la direction du quotidien Haaretz.

## Biographie
Gideon Lévy est connu en grande partie pour s'être élevé dans des médias israéliens pour dénoncer la politique israélienne à propos de Gaza et de la Cisjordanie. Il critique aussi les médias et la société israélienne, selon lui insensibles au sort des habitants des Territoires occupés. Il tient dans Haaretz une chronique hebdomadaire sur des activités de l'armée israélienne sous le titre de « Twilight Zone » soit « zone grise ». Lévy se définit comme un patriote israélien,.
En tant que journaliste, le quotidien Haaretz l'a envoyé en mission à Sarajevo pendant la guerre des Balkans.
En 2015, il reçoit le prix Olof Palme avec le Palestinien Mitri Raheb.

## Critiques
Gideon Levy a souvent adopté une position critique à l'égard du gouvernement d’Israel,,. C'est pour cette raison qu'il est, d'après Ben-Dror Yemini, directeur éditorial du journal Maariv, « sans doute le plus célèbre et le plus invité des journalistes israéliens ».
En Israël, il est régulièrement et violemment critiqué par des opposants qui l'accusent de soutenir les Palestiniens . En 2008, Arutz Sheva a signalé quelques extraits de son article "Caterpillar fashion" comme "anti-israéliens",. Quelques personnalités comme l'écrivain Avraham Yehoshua, le journaliste Roni Daniel, ou la romancière Irit Linur ont décidé d'annuler leurs abonnements à Haaretz après des tribunes publiées par Levy, dénoncées comme « malhonnêtes » par ces derniers. Durant la guerre de Gaza, en 2014, l'animosité de l'opinion publique israélienne à son égard avait contraint son employeur à lui adjoindre un garde du corps.

## Récompense
En 2021, Gideon Levy reçoit le prix Sokolow.